# Тілбург
Тілбург (нід. Tilburg, МФА: [ˈtɪlbʏrx]) — муніципалітет і місто в Нідерландах, в провінції Північний Брабант. Населення міста станом на 31 травня 2009 року становить 203 492 осіб. Місце проведення великого шахового фестивалю. Футбольна команда Віллем II названа на честь нідерландського короля-реформатора Віллема II, відомого своїми військовими успіхами та дипломатичними невдачами, улюбленим містом якого був саме Тілбург.
Університет Тілбурга розташований у місті. Крім цього у місті також розташований Аванський університет прикладних наук. У місті Тілбург проживає майже 30 000 студентів.

## Відомі особистості
- Тім Єнніскенс (* 1986) — нідерландський хокеїст.
- Меггі МакНіл (* 1950) — нідерландська співачка.